# Xerocomellus fennicus
Bolet finlandais
Espèce
Xerocomellus fennicus, le Bolet finlandais, est une espèce de champignon (Fungi) basidiomycète du genre Xerocomellus dans la famille des Boletaceae. Morphologiquement identique à Xerocomellus ripariellus, il s'en distingue par ses spores tronquées.

## Taxonomie

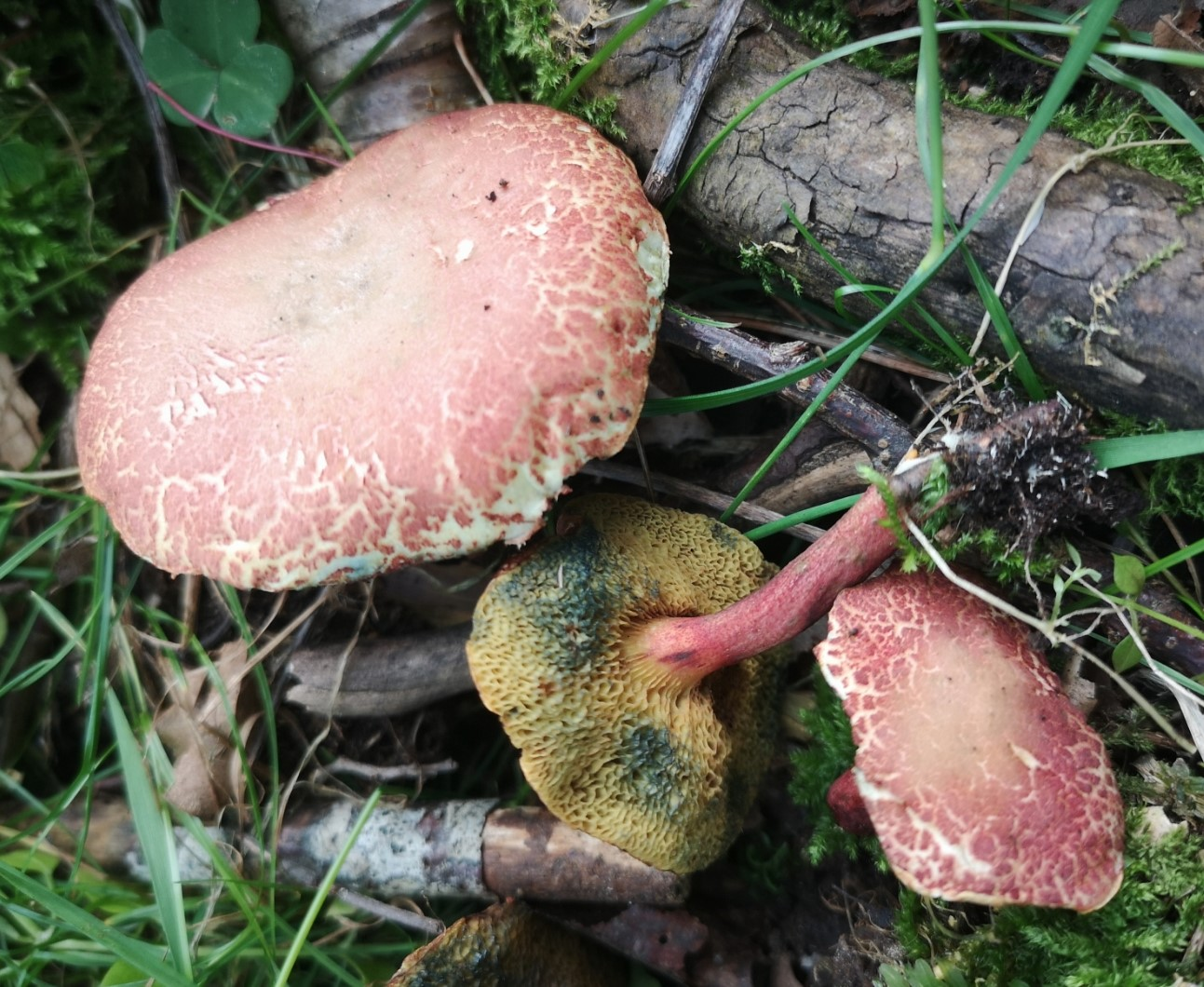
X. fennicus et son chapeau rougeâtre craquelé identique à celui de X. ripariellus.

Le nom correct complet (avec auteur) de ce taxon est Xerocomellus fennicus (Harmaja) Šutara.
L'espèce a été initialement classée dans le genre Boletellus sous le basionyme Boletellus fennicus Harmaja.

### Synonymes
Xerocomellus fennicus a pour synonymes :
- Boletellus fennicus Harmaja
- Boletus fennicus (Harmaja) Šutara
- Xerocomus fennicus (Harmaja) H.Ladurner & Simonini

### Phylogénie
Le fait que X. fennicus soit une espèce distincte de X. ripariellus a été remarqué pour la première fois à la fin du 20ᵉ siècle, en Finlande. La première découverte pour la Suède a été faite dans le Södermanland et il y a des signalements épars de la Scanie au sud jusqu'à la Dalarna au nord.
L'espèce a été décrite par Harri Harmaja en 1999 sous le nom de Boletellus fennicus. Elle a été introduite dans les Xerocomus par Ursula Peintner, Heidi Ladurner et Giampaolo Simonini en 2003, puis dans les Xerocomellus par Josef Šutara en 2008. Heidi Ladurner et Giampaolo Simonini supposent que X. fennicus est la même espèce que le Xerocomellus intermedius nord-américain.

### Étymologie
L'épithète spécifique fennicus fait réfèrence à la Finlande, où l'espèce a été décrite pour la première fois.

## Description du sporophore

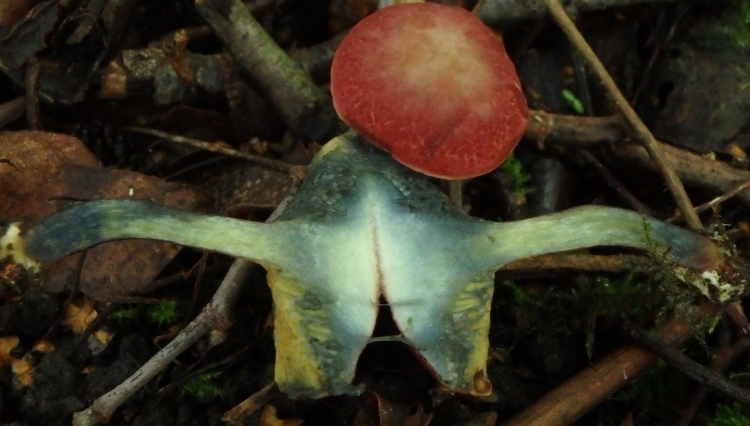
Bleuissement de la chair à la coupe.

Les bolets sont des champignons dont l’hyménophore, constitué de tubes et terminés par des pores, se sépare facilement de la chair du chapeau. Ce chapeau d'abord rond, recouvert d'une cuticule, devient convexe à mesure qu’il vieillit. Ils ont un pied (stipe) central assez épais et une chair compacte. Les caractéristiques morphologiques de X. fennicus sont les suivantes :
Son chapeau est rougeâtre à rouge sang, rapidement fissuré, ayant tendance à le faire de façon maillée et non radiale.
L'hyménophore présente des tubes jaune pâle, rapidement bleuissants. Les pores sont concolores.
Son stipe est jaunâtre, couvert de points et de fibres rouge corail.
La chair est de couleur jaune pâle, bleuissante,,.

### Caractéristiques microscopiques
Ses spores sont clairement striées et tronquées,,.

## Galerie

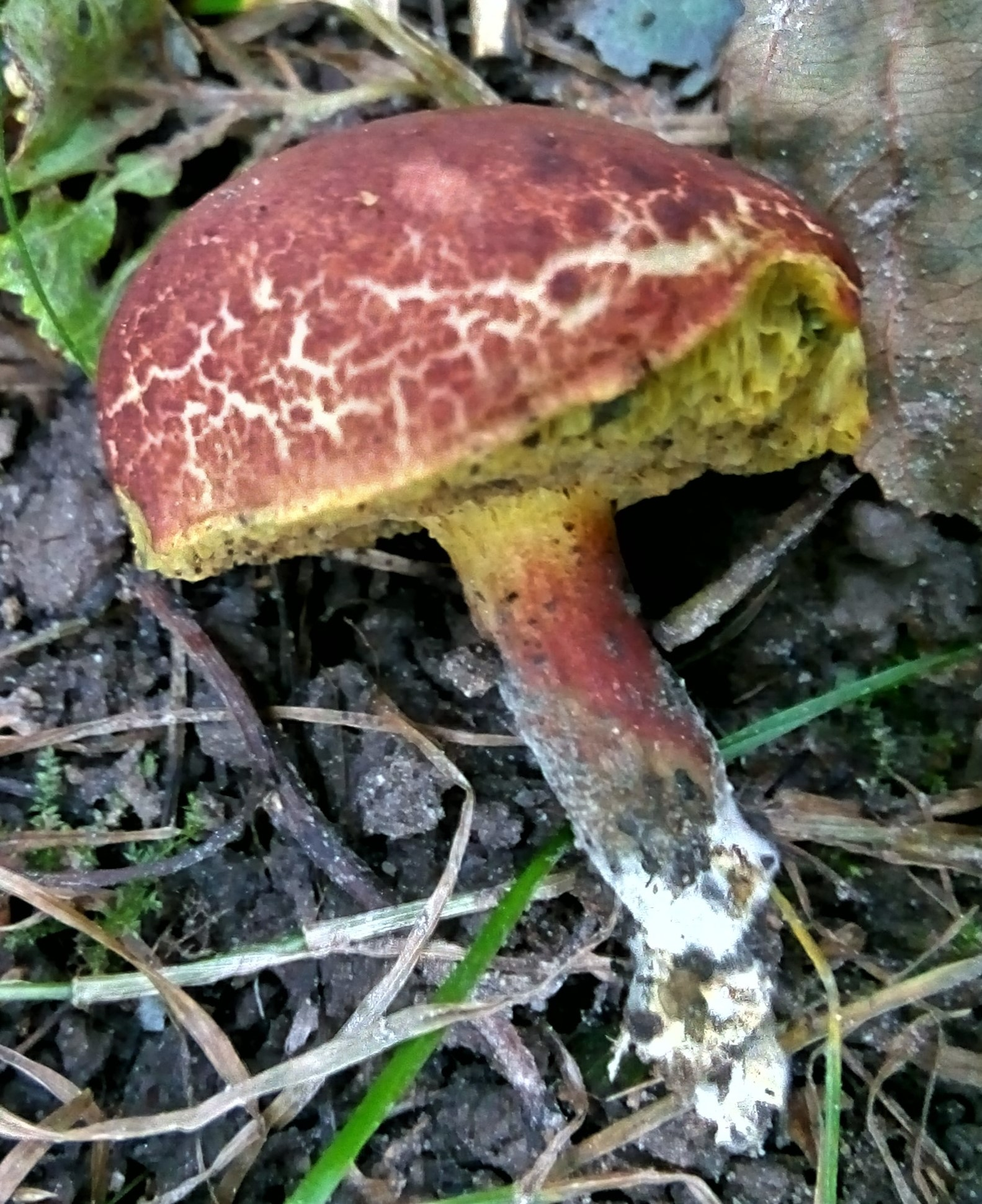
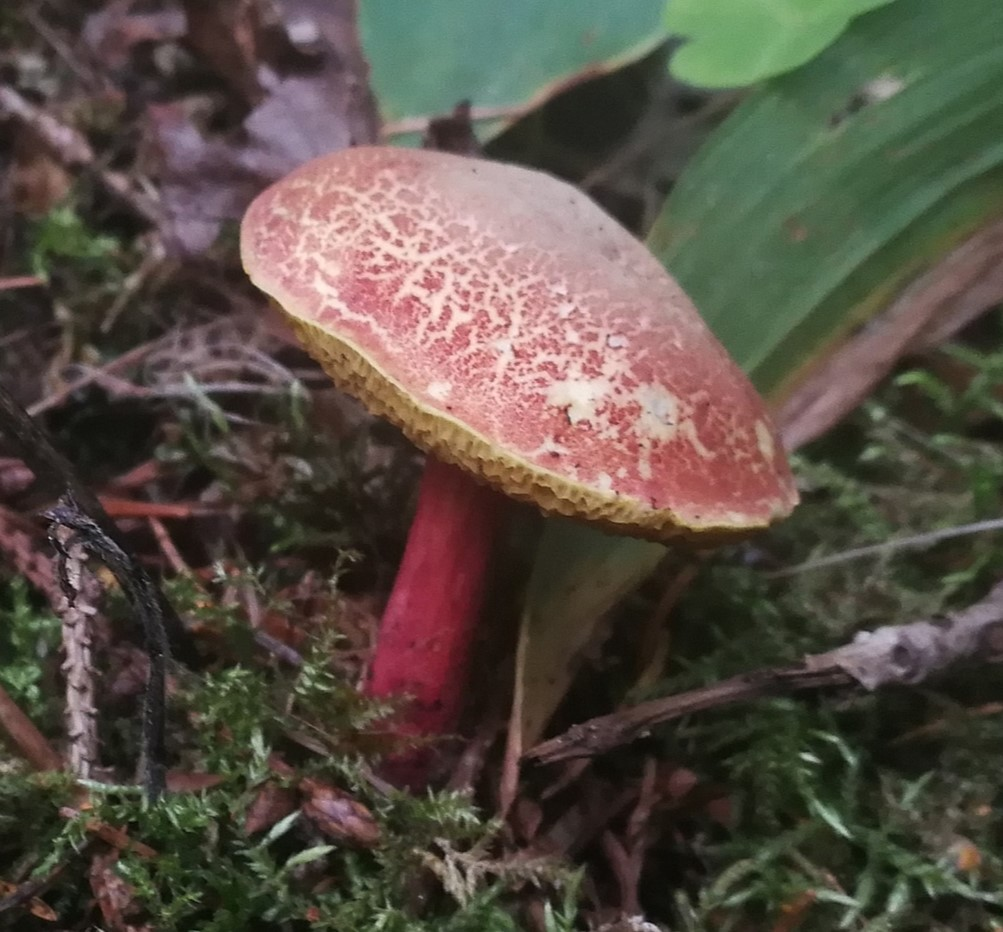
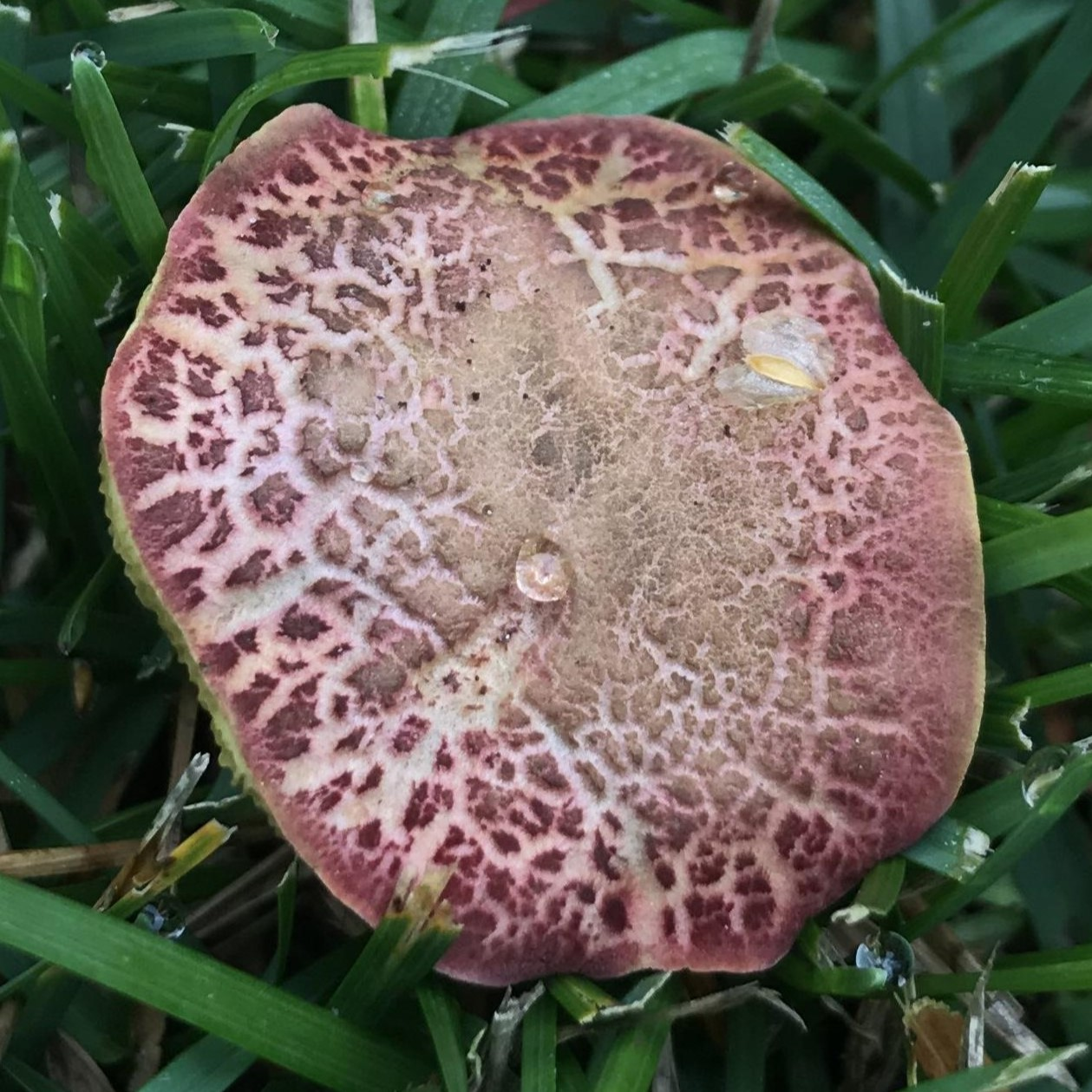
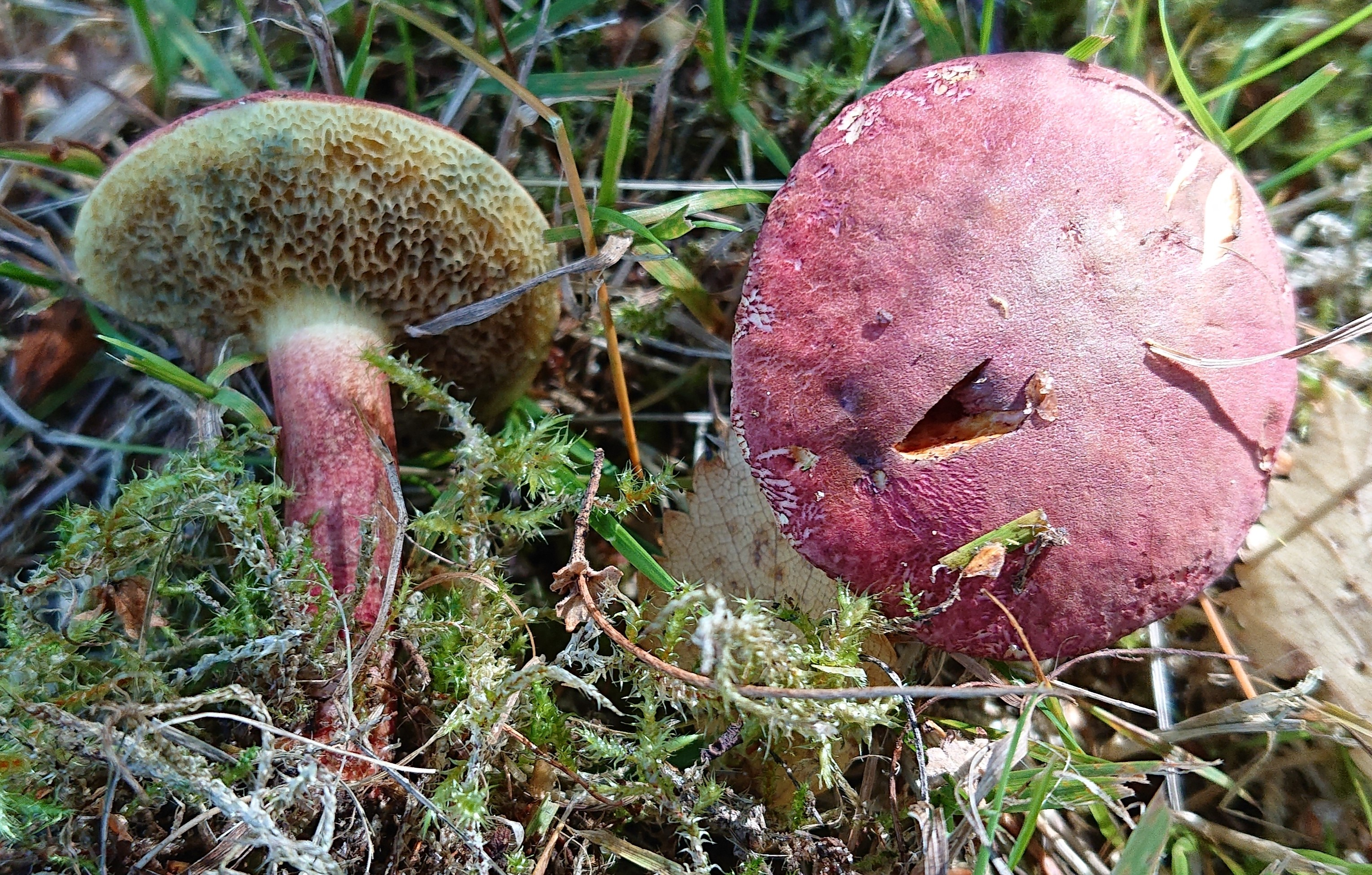
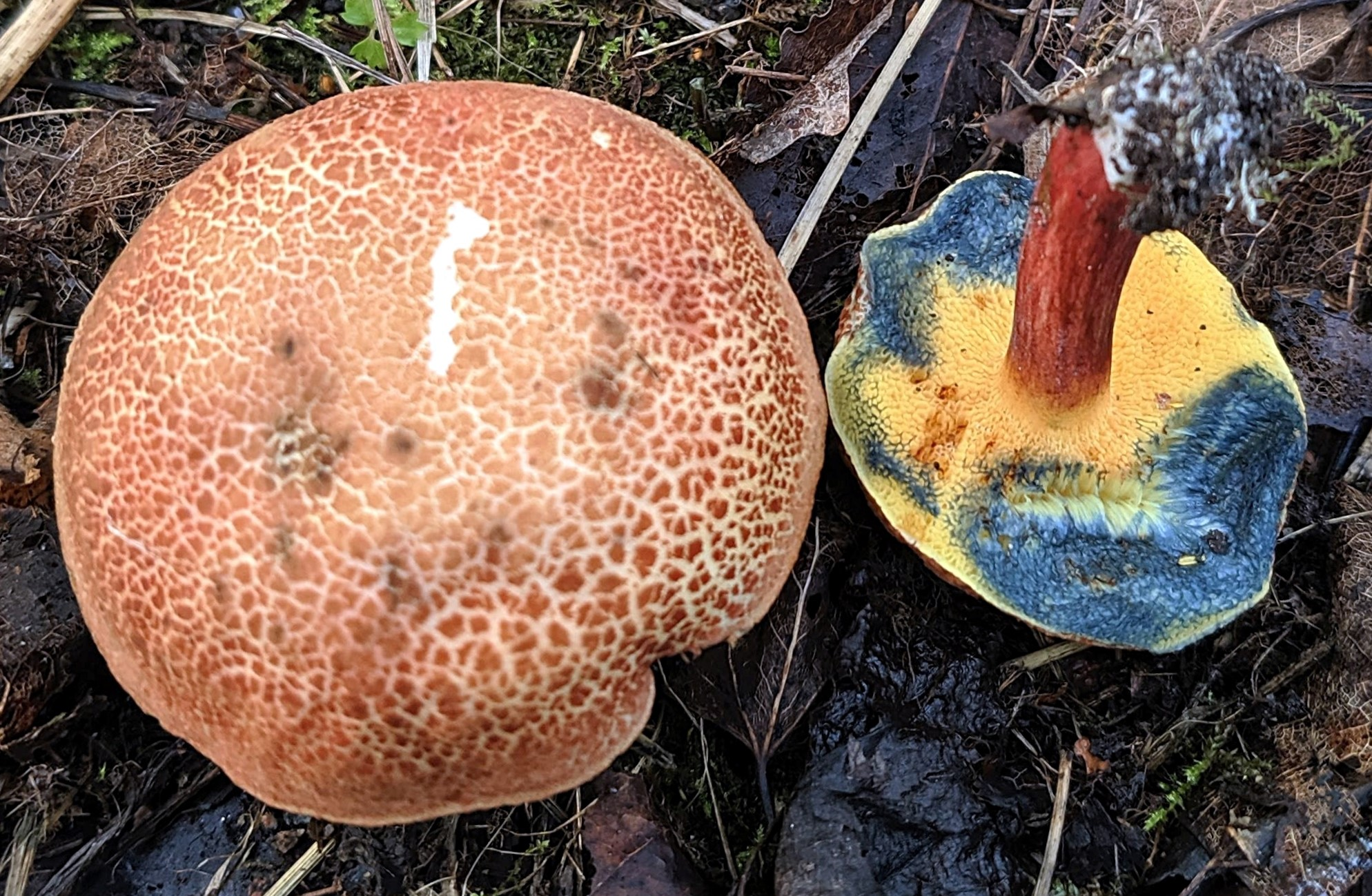
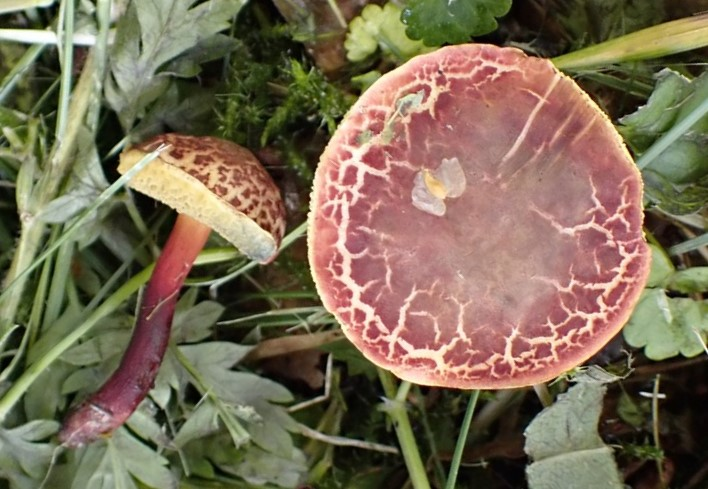
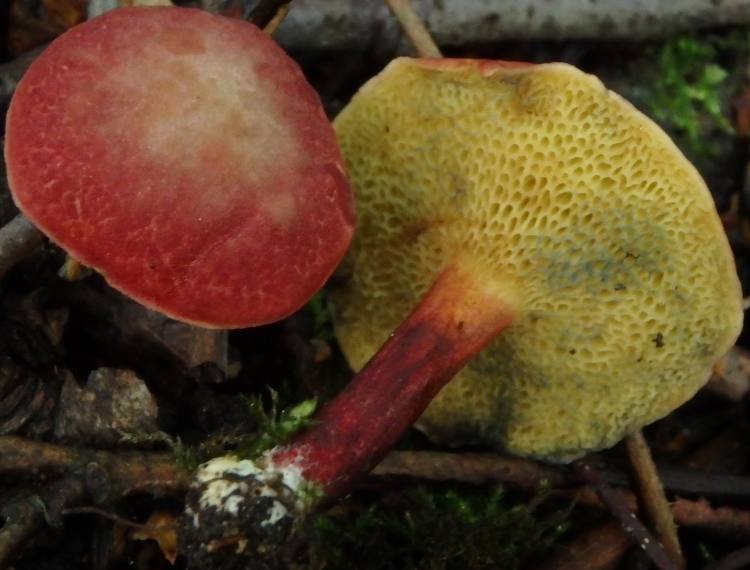
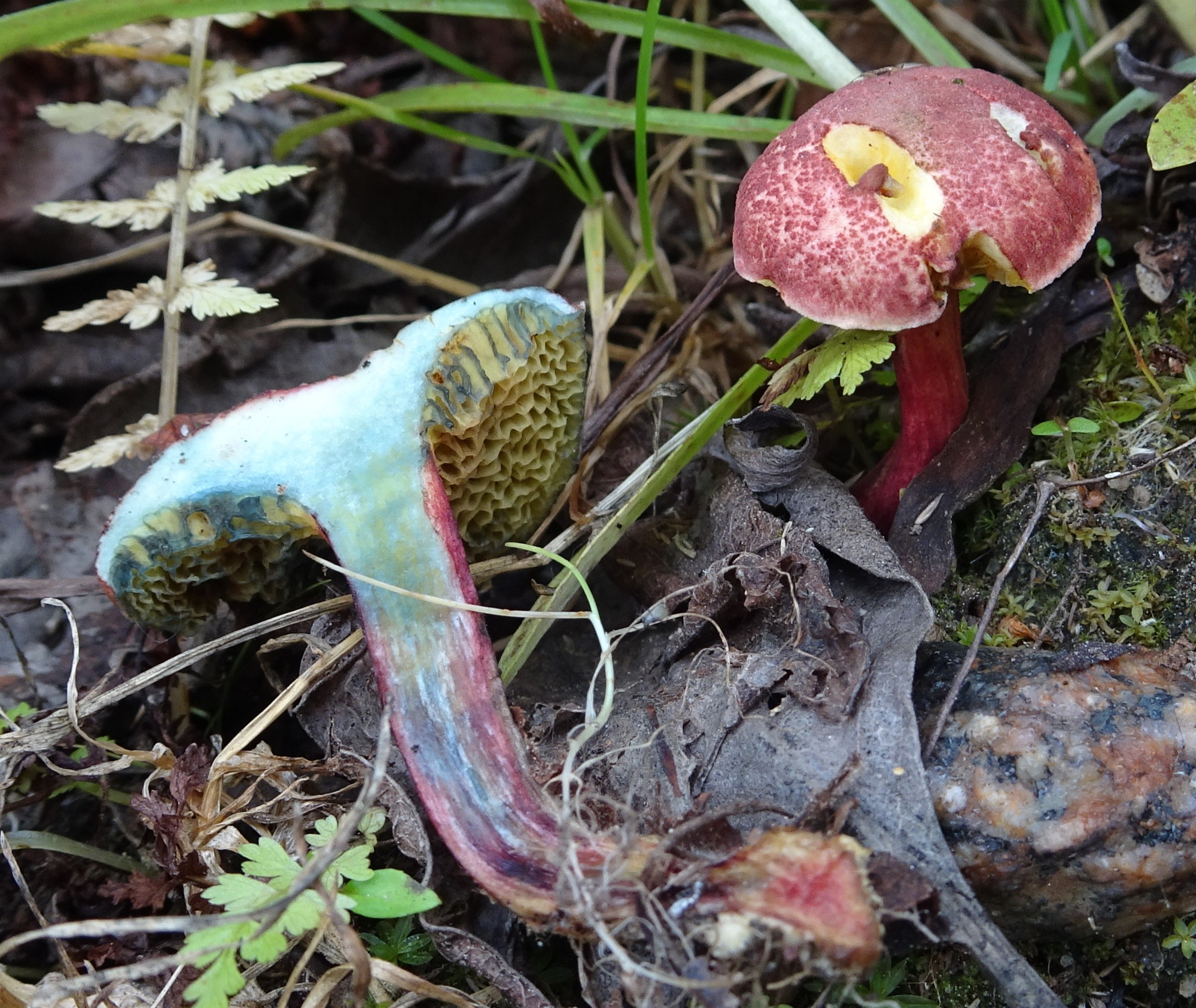
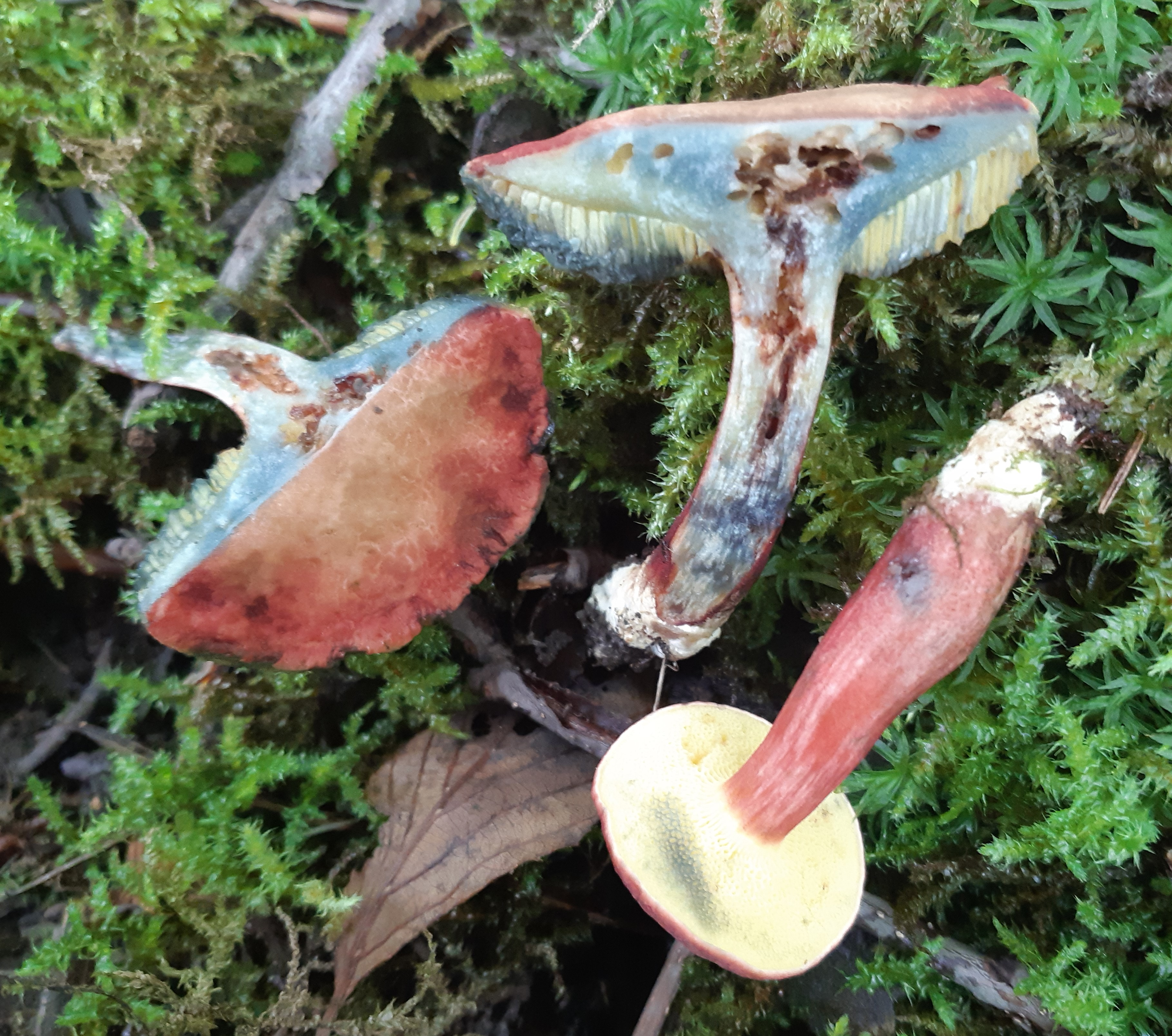
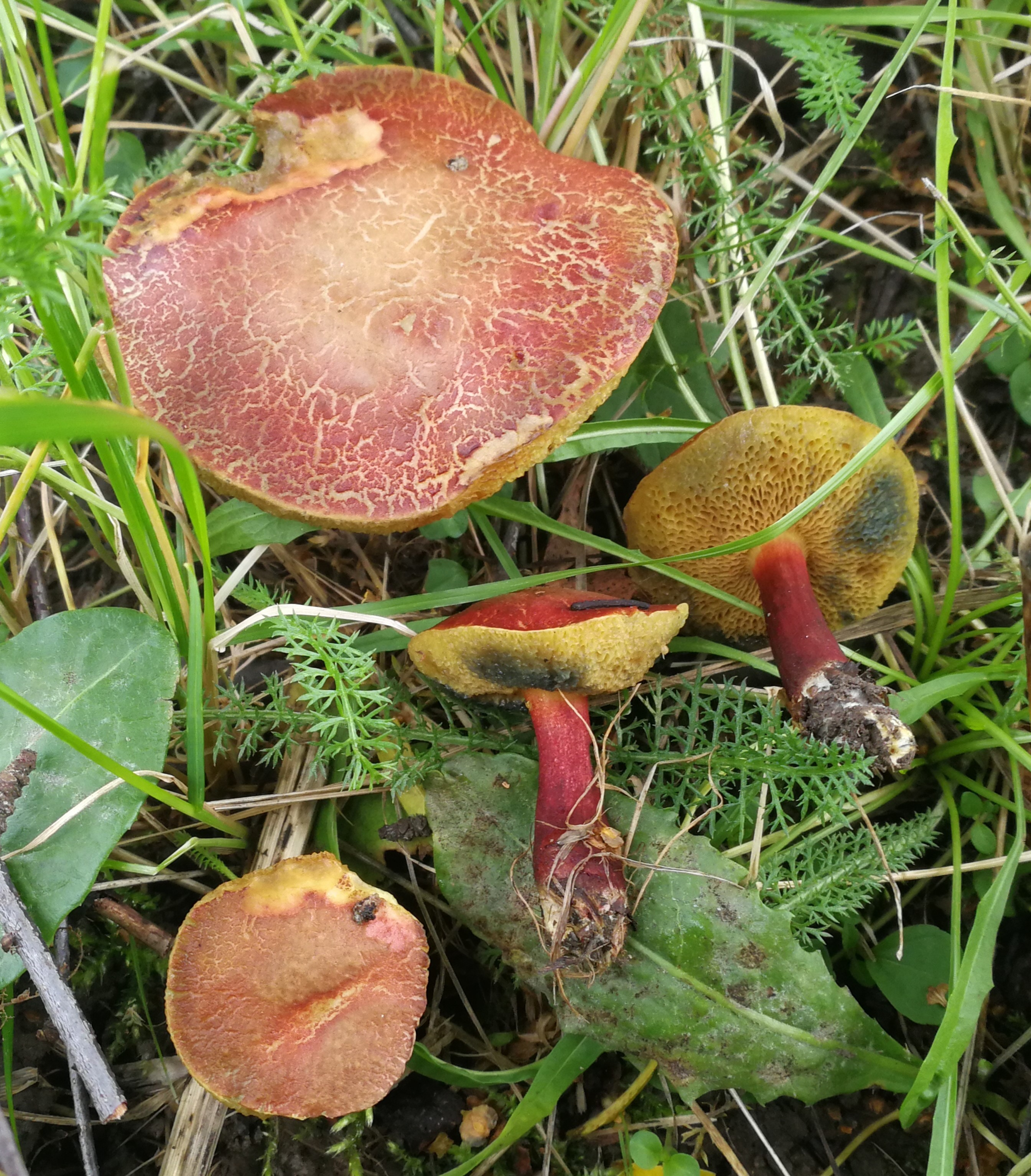
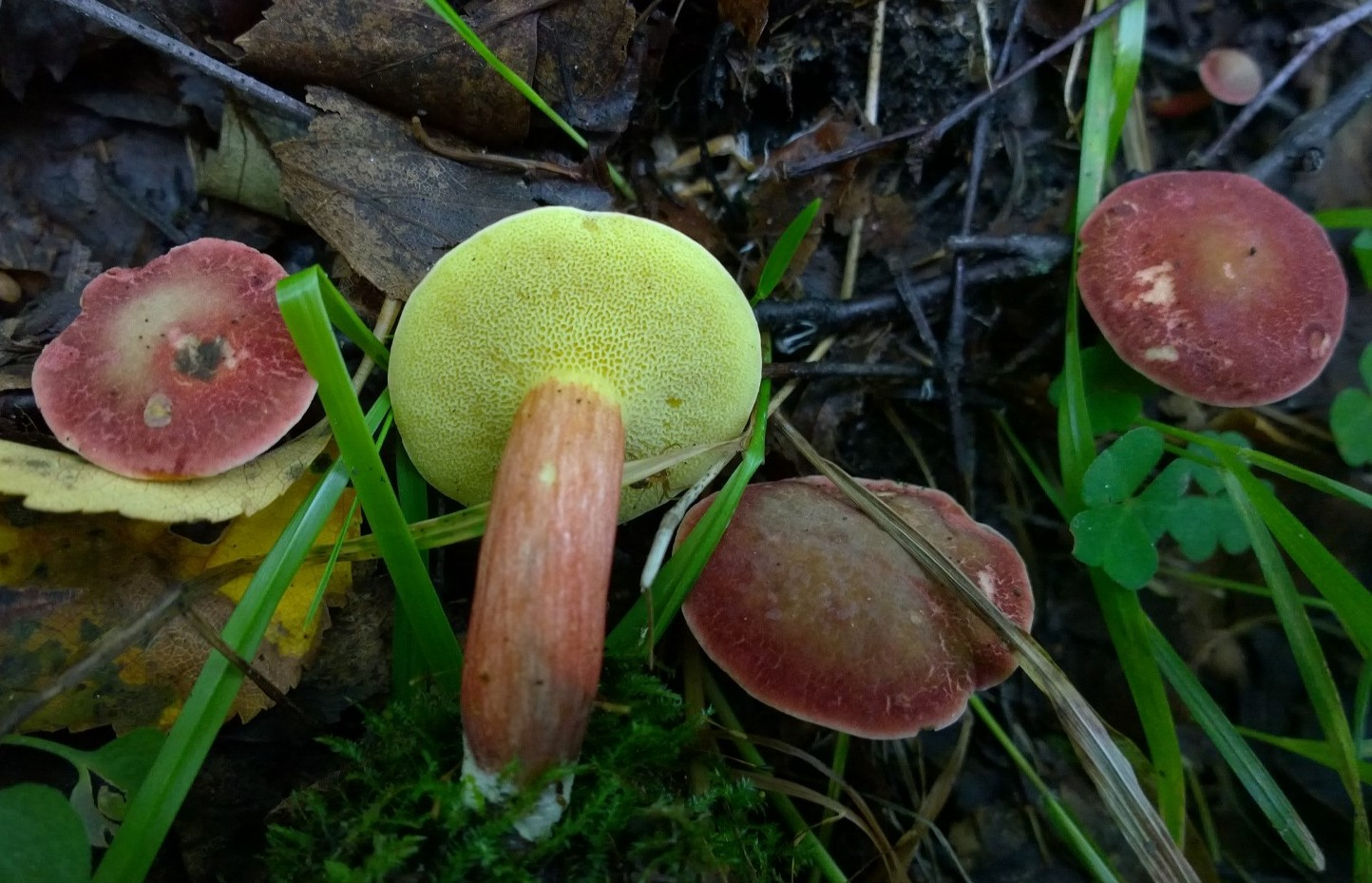
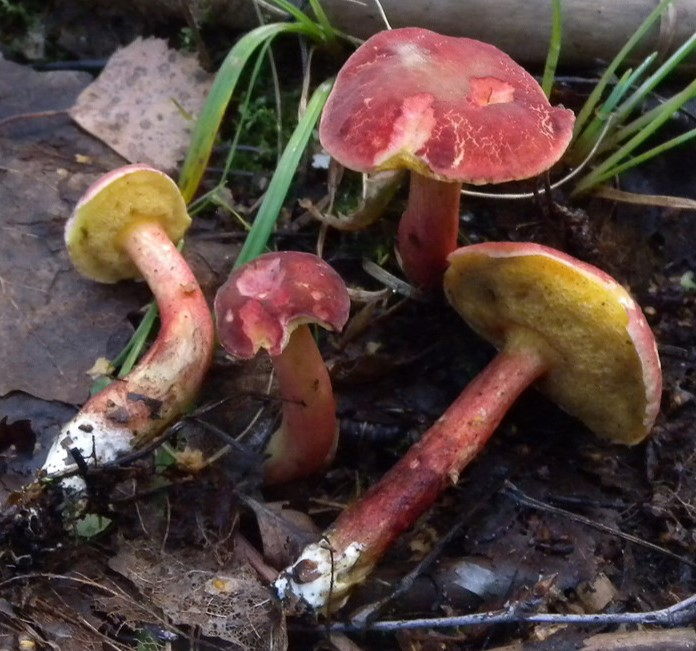

## Habitat et distribution
Il s'agit un champignon ectomycorhizien, hygrophile, poussant dans les forêts de feuillus et les forêts mixtes, dans les parcs, associées au bouleau (Betula) et à l'Aulne (Alnus).
L'espèce est connue jusqu'à présent en France, Autriche, République tchèque, Danemark, Finlande (là où elle est très commune) et en Suède, peut-être aussi en Belgique.

## Comestibilité
Comme tous les Xerocomus au sens large, le Bolet finlandais est une espèce d'intérêt culinaire donné comme moyen de par son faible goût et sa petite taille. Elle est comestible après cuisson, de préférence en retirant le pied et en privilégiant les jeunes spécimens et les spécimens fermes dont les tubes ne sont pas très développés. Il ne fait était d'une consommation traditionnelle ou occasionnelle notable, de sorte qu'il peut être considéré comme sans intérêt alimentaire .

## Confusions possibles
- Le Bolet des rives (Xerocomellus ripariellus), aux spores non tronquées et beaucoup plus faiblement striées[2],[3],[7]. Sans intérêt alimentaire.
- Le Bolet framboise (Hortiboletus rubellus), d'un rouge plus vif et se craquelant moins facilement, avec des pointillés rouge orangé à la base du pied et un bleuissement moins intense à la coupe. Comestible.
- Le Bolet rubicond (Xerocomellus redeuilhii), beaucoup moins tendance à se craqueler, ne bleuit presque pas à la coupe et à la moitié inférieure du pied rouge betterave. Sans intérêt alimentaire.
- Le Bolet abricot (Rheubarbariboletus armeniacus), aux couleurs plus orangées et ternes, beaucoup moins hygrophile, à la moitié inférieure du pied orangée et au bleuissement moins intense à la coupe. Comestible.